# Rheinstetten
Rheinstetten é uma cidade da Alemanha, no distrito de Karlsruhe, na região administrativa de Karlsruhe, estado de Baden-Württemberg.

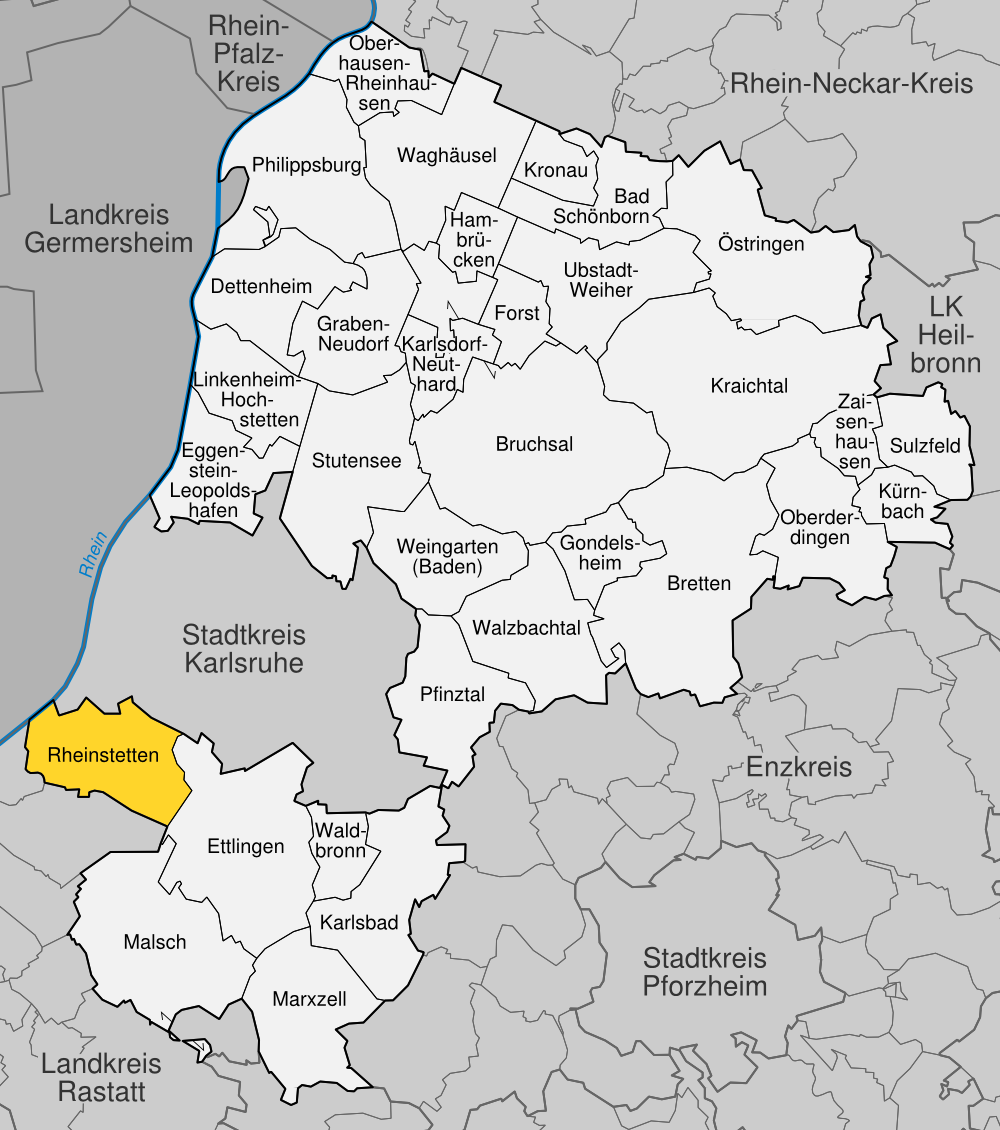
Localização de Rheinstetten no distrito de Karlsruhe